# پیتر کورسینسکی
پیتر کورسینسکی (انگلیسی: Peter Kursinski؛ زادهٔ ۱۵ اوت ۱۹۵۶) بازیکن فوتبال اهل آلمان است.
از باشگاه‌هایی که در آن بازی کرده‌است می‌توان به باشگاه فوتبال بوخوم اشاره کرد.